# Việt Nam tại Đại hội Thể thao Người khuyết tật châu Á 2010
Việt Nam đã tham gia Đại hội Thể thao Người khuyết tật châu Á 2010 tại Quảng Châu, Trung Quốc từ ngày 13-19 tháng 12 năm 2010.

## Các môn thi đấu
| Môn thể thao | Nam | Nữ | Tổng |
| ------------ | --- | -- | ---- |
| Điền kinh    | 12  | 8  | 20   |
| Cầu lông     | 8   | 0  | 8    |
| Judo         | 1   | 1  | 2    |
| Cử tạ        | 3   | 2  | 5    |
| Bơi lội      | 8   | 5  | 13   |
| Bóng bàn     | 4   | 2  | 6    |
| Tổng         | 36  | 18 | 54   |

## Tóm tắt huy chương

### Bảng huy chương
| Môn thể thao | Vàng | Bạc | Đồng | Tổng |
| Điền kinh    | 0    | 3   | 5    | 8    |
| Cầu lông     | 2    | 0   | 1    | 3    |
| Cử tạ        | 0    | 0   | 2    | 2    |
| Bơi lội      | 1    | 1   | 1    | 3    |
| Bóng bàn     | 0    | 0   | 1    | 1    |
| Tổng         | 3    | 4   | 10   | 17   |

### Danh sách huy chương
| Huy chương | Tên                   | Môn       | Nội dung                   | Ngày                      |
| ---------- | --------------------- | --------- | -------------------------- | ------------------------- |
| Vàng       | NGUYỄN Thị Thành Thảo | Cầu lông  | Ném lao nữ - F54 / 55/56   | Thứ ba ngày 14 tháng 12   |
| Vàng       | PHẠM Đức Trung        | Cầu lông  | Đơn nam BMSTL2             | Thứ tư ngày 15 tháng 12   |
| Vàng       | HOANG Phạm Thắng      | Cầu lông  | Đơn nam BMSTL1             | Thứ tư ngày 15 tháng 12   |
| Vàng       | VO Thanh Tung         | Bơi lội   | 50m bơi tự do nam - S5     | Thứ ba ngày 14 tháng 12   |
| Bạc        | NGUYỄN Thị Thành Thảo | Điền kinh | 100m nữ - T53              | Thứ tư ngày 15 tháng 12   |
| Bạc        | TRINH Cong Luân       | Điền kinh | Bắn súng nam - F54 / 55/56 | Thứ ba ngày 14 tháng 12   |
| Bạc        | VO Thanh Tung         | Bơi lội   | 100m bơi tự do nam - S5    | Thứ năm ngày 16 tháng 12  |
| Bạc        | le Đức Hùng           | Điền kinh | 400m nam - T11             | Thứ bảy ngày 18 tháng 12  |
| Đồng       | NGUYỄN Anh Tuấn       | Điền kinh | Nhảy xa nam - F11          | Thứ ba ngày 14 tháng 12   |
| Đồng       | NGUYỄN Hữu Thịnh      | Điền kinh | 100m nam - T37             | Thứ Sáu, ngày 17 tháng 12 |
| Đồng       | Nguyễn Thị Thanh Thảo | Điền kinh | 200m nữ - T53              | Thứ Sáu, ngày 17 tháng 12 |
| Đồng       | DAO van Cường         | Điền kinh | 400m nam - T11             | Thứ bảy ngày 18 tháng 12  |
| Đồng       | CAO Ngọc Hùng         | Điền kinh | Ném đĩa nam - F57 / 58     | Thứ tư ngày 15 tháng 12   |
| Đồng       | NGUYỄN Thị Hồng       | Cử tạ     | Nữ -40 Kilôgam             | Thứ hai ngày 13 tháng 12  |
| Đồng       | Thị Thị Nga           | Cử tạ     | Nữ -52 Kilôgam             | Thứ năm ngày 16 tháng 12  |
| Đồng       | NGUYỄN Thị Sa Ri      | Bơi lội   | 100m bơi ngửa nữ - SB5     | Thứ Sáu, ngày 17 tháng 12 |
| Đồng       | Đội nữ                | Bóng bàn  |                            | Thứ bảy ngày 18 tháng 12  |